# Alicja Boniuszko
Alicja Boniuszko (ur. 16 października 1937 w Miadziole, zm. 23 grudnia 2019 w Gdańsku) – polska tancerka baletowa.

## Życiorys
Urodziła się w Madziole k. Wilna, w rodzinie Stanisława (1910–1992) i Jadwigi (1910–2001) Boniuszko. Po 1945 repatriowała się z rodzicami do Polski, osiadając w Gdańsku. Tam też ukończyła w 1956 r. Państwową Średnią Szkołę Baletową, gdzie uczyła ją Janina Jarzynówna-Sobczak. Także tam rozpoczęła swoją karierę sceniczną, od 1956 r. była solistką, później primabaleriną Opery Bałtyckiej. Wielokrotnie występowała na krajowych i międzynarodowych konkursach tanecznych. W 1977 r. porzuciła taniec, po czym zajmowała się dorywczo pracą pedagogiczną i choreograficzną. Prowadziła m.in. zajęcia w gdańskiej szkole baletowej.
Jest bohaterką nakręconego w 1981 filmu Piotra Szalszy Emerytura czyli o sztuce baletowej.
Zmarła w Gdańsku, pochowana obok matki na cmentarzu Łostowickim (kwatera 69-52-2).

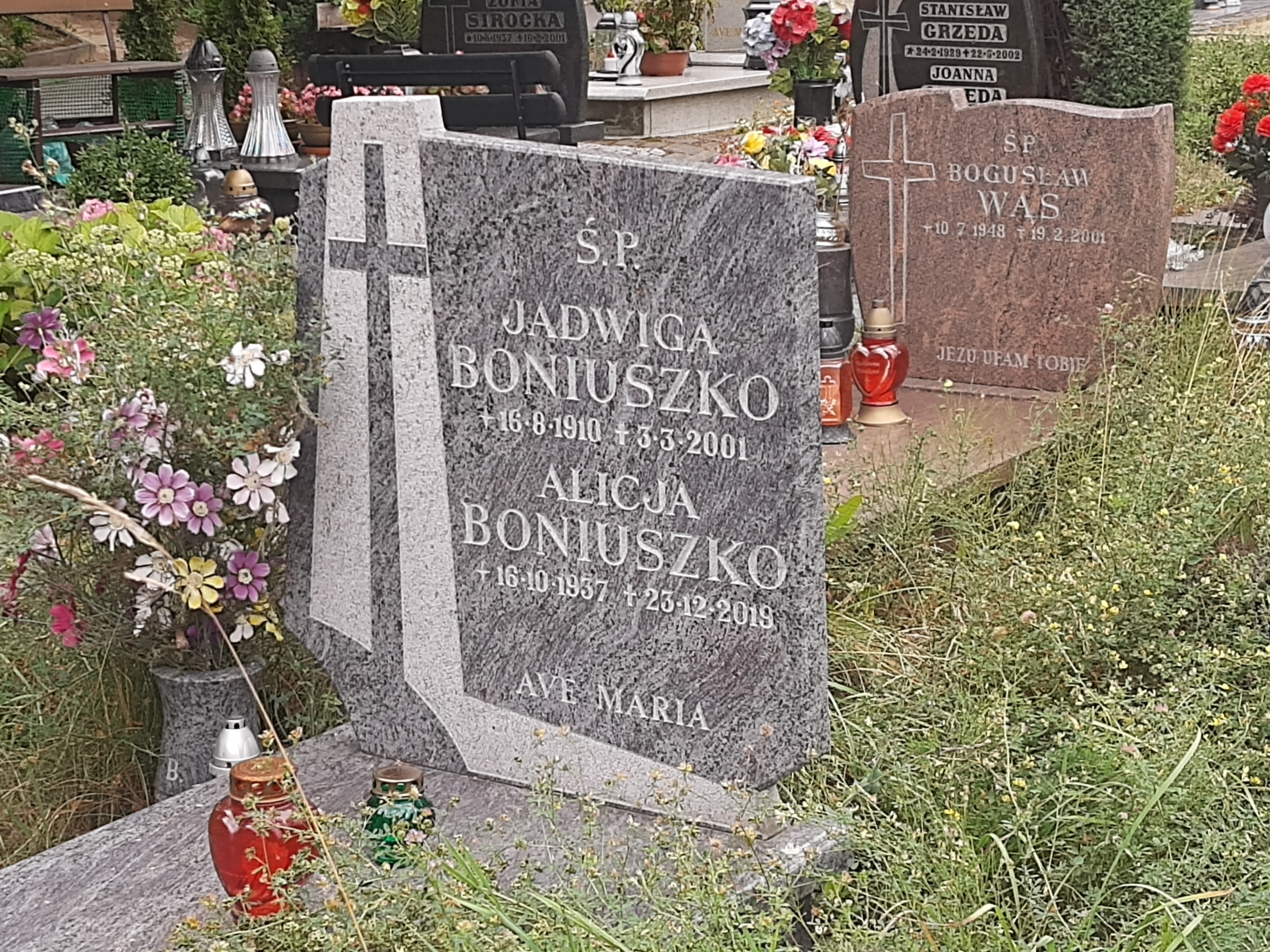
Grób Alicji Boniuszko na cmentarzu Łostowickim w Gdańsku

## Role
- Odetta (Jezioro łabędzie, muz. Piotr Czajkowski)
- Julia (Romeo i Julia, muz. Siergiej Prokofjew)
- Dziewczyna (Cudowny mandaryn, muz. Béla Bartók)
- Niobe (Niobe, muz. Juliusz Łucik)
- Zobeida (Szecherezada, muz. Nikołaj Rimski-Korsakow)

Ponadto Alicja Boniuszko wystąpiła gościnnie w czterech filmach, grając role baletnic:
- Pamiętnik pani Hanki (1963)
- Popioły (1965)
- Tandem (1966)
- Duet miłosny z baletu „Tytania i osioł” (1971)

## Ordery i odznaczenia
- Krzyż Oficerski Orderu Odrodzenia Polski (1985)
- Złoty Krzyż Zasługi (1965)
- Złoty Medal „Zasłużony Kulturze Gloria Artis” (2009)[6]
- Medal Księcia Mściwoja II (2000)[7]

Źródło:.

## Nagrody i wyróżnienia
- II nagrody na I Ogólnopolskim Konkursie Tańca Klasycznego (1959)
- nagroda w konkursie tańca w Vercelli (1960)
- III Nagroda w Międzynarodowym Konkursie Tańca Klasycznego w Rio de Janeiro (1961)
- „Bursztynowa Maska” - nagroda w plebiscycie na najpopularniejszego aktora Wybrzeża (1962)
- nagroda przewodniczącego Prezydium Rady Narodowej m. Krakowa oraz Złoty Smok Wawelski dla najlepszego filmu o sztuce na III OFFK w Krakowie, za taniec w filmie Eseje w reż. Franciszka Fuchsa (1963)
- „Order Stańczyka” - honorowe wyróżnienie miesięcznika „Litery” (1966)
- Nagroda Ministra Kultury i Sztuki I stopnia za osiągnięcia w sztuce baletowej (1977)
- statuetka „Terpsychory” - nagroda Sekcji Tańca i Baletu ZASP za wybitne osiągnięcia w dziedzinie tańca i baletu (2000)[9]

Źródło:.